# Thesium ramosoides
Thesium ramosoides là một loài thực vật có hoa trong họ Santalaceae. Loài này được Hendrych miêu tả khoa học đầu tiên năm 1962.